# Anna (film 1975)
Anna è un film del 1975 diretto da Alberto Grifi e Massimo Sarchielli.
In bilico tra finzione e documentario, è considerato "uno degli esempi più significativi dell'underground italiano" in quanto ritratto della "Roma alternativa e giovanile" della prima metà degli anni '70.
Girato con uno dei primi videotape recorder open reel portatili utilizzati in Italia, il film si inserisce nel contesto del passaggio tecnologico dalla pellicola al nastro magnetico.

## Trama
Febbraio 1972, Roma. L'attore Massimo Sarchielli ospita a casa sua la minorenne Anna, una ragazza incontrata nella zona di Piazza Navona, frequentata da vari personaggi vicini alla controcultura post-sessantottina.
Anna è una ragazza tossicodipendente di sedici anni, senza fissa dimora e incinta di otto mesi, che ha vagato per l'Europa ed è stata rinchiusa in vari istituti e camere di sicurezza. Manifesta crisi depressive e presenta cicatrici da autolesionismo sul braccio.
Pur riconoscendo la bontà dell'attore nell'occuparsi di questo "caso sociale", un avvocato e alcuni amici sollevano dubbi sulla legalità della situazione e sulle intenzioni della giovane, quindi suggeriscono di coinvolgere le autorità preposte.
Nel frattempo i drop-outs della zona si riuniscono per conversare di politica e della propria visione del mondo, talvolta battibeccando con i passanti. L'8 marzo 1972 a Campo dei Fiori la polizia carica un gruppo di femministe che manifestano per la parità dei diritti.
Durante le settimane trascorse a casa di Sarchielli, viene girato un film sulla vicenda: l'appartamento si rivela teatro di posa. Vincenzo, elettricista sul set, irrompe con una dichiarazione d'amore.

## Produzione
(tagline dal biglietto di presentazione del film)
Un giorno, all'inizio degli anni '70, l'attore Massimo Sarchielli incontra Anna nei pressi di piazza Navona a Roma. Anna è una ragazza sedicenne, incinta e visibilmente sotto l'effetto di sostanze stupefacenti; figlia di immigrati sardi in Francia e sfuggita a diversi tentativi di suicidio e con costanti momenti depressivi, la ragazza era scappata da diversi riformatori. Sarchielli decide di prendersi cura di lei e la porta a casa sua.
Inizia subito a prendere appunti sui comportamenti della ragazza, fino al momento in cui decide di riprenderla in video per girare un film. Inesperto di regia, chiama il suo amico Alberto Grifi e gli propone di collaborare al progetto. Grifi accetta e i due iniziano a girare.
Il corpus del materiale originario girato tra 1972 e 1973 da Alberto Grifi e Massimo Sarchielli ammonta a più di 11 ore di video su nastro magnetico a bassa risoluzione concepito per essere fruito su monitor (200 linee per il quarto di pollice e 300 per il mezzo pollice), a cui si aggiunge una piccola parte in formato pellicolare (16mm).
Le riprese sono state effettuate con uno dei primi videoregistratori open reel portatili utilizzati in Italia.
Con il suggerimento e il supporto di Adriano Aprà, Grifi seleziona circa quattro ore di questo corpus originario e le trasferisce su pellicola 16mm utilizzando un vidigrafo artigianale autoprodotto.. La durata del film in seguito viene ridotta a 3 ore e 45.

## Distribuzione
Il film ebbe la sua première a febbraio 1975 al Festival di Berlino nella sezione Forum internazionale del giovane cinema. Successivamente fu presentato alla Biennale di Venezia da Alberto Grifi, affiancato da Adriano Aprà, dove seguì un partecipato dibattito con pubblico e critici, tra cui Tatti Sanguineti.
Grifi e Sarchielli, però, ebbero forti contrasti tra loro; il successo del film a Venezia contribuì ad acuire le tensioni, dal momento in cui Grifi fu ritenuto il principale artefice dell'opera e il contributo di Sarchielli venne messo in ombra. 
Benché il film non ebbe una distribuzione regolare nelle sale, fu tenuto in programmazione al Filmstudio di Roma nel 1975 per alcuni mesi, fatto eccezionale per un film underground non convenzionale, ottenendo le attenzioni del mondo controculturale e alternativo post sessantottesco.
Nel 1976 il film comparve anche al Festival di Cannes nella sezione L'air du temp.
Nel 2004 Anna, insieme a Verifica incerta (1964), è stato inserito nella retrospettiva sostenuta dai registi Quentin Tarantino e Joe Dante Italian kings of the Bs - Storia segreta del cinema italiano Il cinema di genere tra autorialità e alto artigianato (1960-1980), dedicata alla riscoperta di autori italiani underground o poco conosciuti degli anni '60, '70 e '80. La selezione di titoli è stata prima presentata alla 61a Mostra del Cinema di Venezia, poi proiettata alla Fondazione Prada di Milano e successivamente al Tokyo FILMeX nel 2004, all'Australian Centre for the Moving Image nel 2005 e alla Tate Modern di Londra nel 2006.

## Restauro
Il restauro e gli interventi di preservazione sono stati realizzati nel 2011 dal Centro Sperimentale di Cinematografia della Cineteca Nazionale e dalla Cineteca di Bologna, in collaborazione con l'Associazione Culturale Alberto Grifi, presso i laboratori La Camera Ottica e Crea dell'Università degli Studi di Udine e presso il laboratorio L'Immagine Ritrovata di Bologna. Il processo di restauro ha previsto interventi sia sul corpus originale a scopo di preservazione del materiale inedito, sia sul film 16mm risultante dal parziale trasferimento di questo corpus tramite vidigrafo.
Durante il processo di restauro è stato possibile prendere per la prima volta visione di tutto il corpus del materiale originario, rimasto inedito a causa del deterioramento fisico del supporto magnetico e dell'obsolescenza tecnologica dei videoregistratori. Questi "materiali espansi" sono stati poi presentati nel 2023 al Torino Film Festival: dapprima con una programmazione di tre giorni organizzata in blocchi tematici presso la Galleria Alberto Peola, in seguito in una maratona di circa 13 ore al Cinema Reposi.
La prima fase del processo ha previsto interventi di rigenerazione fisica del supporto video, riprodotto attraverso lettori d'epoca per effettuare l'acquisizione in digitale. Una volta acquisiti digitalmente, i materiali sono stati corretti nella seconda fase di restauro digitale attraverso interventi di riduzione o compensazione di guasti e alterazioni video (dropout, instabilità dei sincronismi verticali, rumore dell'immagine) e audio (de-noiser, equalizzazione). Allo stesso tempo, sono stati preservati difetti e caratteristiche dovute alle condizioni tecnologicamente limitate delle attrezzature di ripresa o registrazione dell'epoca.
L'intervento di restauro del film è stato realizzato a partire dall'elemento immagine su supporto 16mm risultante dal trasferimento tramite vidigrafo, il cui negativo è stato scansionato a una risoluzione di 2K. L'intervento di restauro digitale ha permesso di eliminare i difetti legati all'usura della pellicola (spuntinature, giunte e danni all'emulsione). Non sono stati fatti interventi "sull'instabilità dell'immagine video e sui drop creatisi in origine durante il trasferimento su 16mm". La correzione colore (grading digitale) ha permesso di "intervenire sul contrasto per ritrovare l'originale scala di grigi e sull'attenuazione degli improvvisi mutamenti di luce".
Come fonte per il restauro sonoro è stato considerato il supporto 16mm magnetico d'epoca: a seguito della pulizia digitale volta ad attenuare il rumore di fondo, l'intervento si è limitato a ridurre "le problematiche dovute alla degradazione del supporto magnetico senza alterare la qualità della registrazione originale, senza correggere o apportare migliorie a difetti, limiti tecnici del montaggio originale e rumori di scena, come interferenze o rumori dovuti ai microfoni."